# ويزلي إي. براون
ويزلي إي. براون (بالإنجليزية: Wesley E. Brown)‏ هو محامي وضابط وقاضي أمريكي، ولد في 22 يونيو 1907 في هتشنسون في الولايات المتحدة، وتوفي في 23 يناير 2012 في ويتشيتا في الولايات المتحدة.